# Jeřáb Antigonin
Jeřáb Antigonin (Antigone antigone) je velký krátkokřídlý pták z čeledi jeřábovití.

## Popis

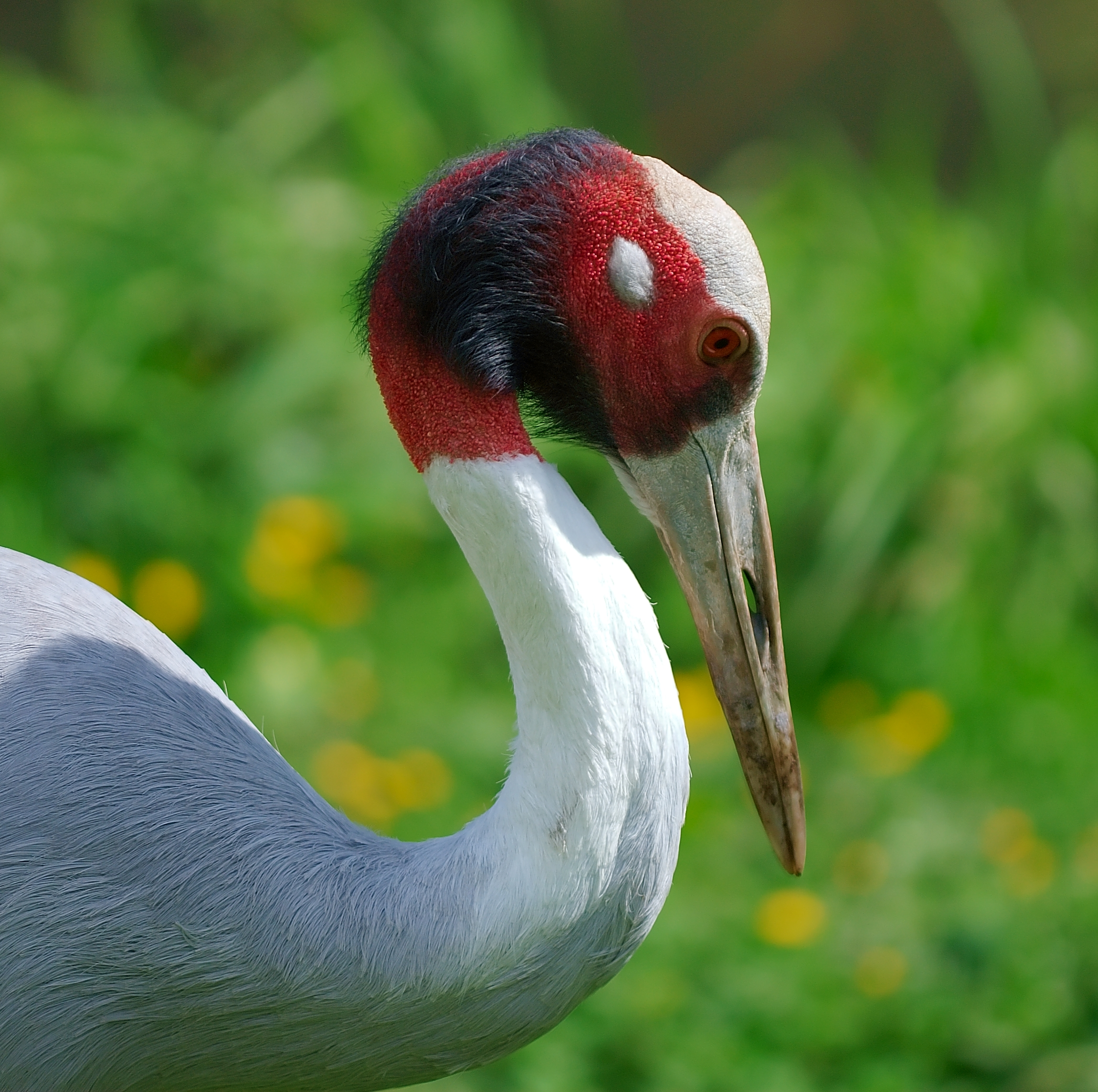
Detail hlavy

Díky své délce kolem 200 cm a rozpětí křídel 250 cm je jeřáb Antigonin největším žijícím létajícím ptákem. Dospělý pták má šedé tělo, červeně a černě zbarvenou lysou hlavu s bílým temenem a silným zašpičatělým zobákem, růžové dlouhé končetiny a bílé opeření na ocase. Samec bývá obvykle o něco větší než samice, ale zbarvením se neliší.

## Rozšíření
Žije v podmáčených oblastech v severním Pákistánu, Indii a Nepálu (8000 – 10 000 jedinců), jihovýchodní Asii (1300 – 1800 jedinců) a v Queenslandu v severní Austrálii (10 000 jedinců).
Na většině areálu rozšíření v posledních letech jeho početnost viditelně až drasticky klesla, což vedlo v roce 2000 k jeho zařazení mezi zranitelné druhy. Dříve žil také v Thajsku, Malajsii, na Filipínách a v Číně, kde je v současné době pravděpodobně již vyhynulý.

## Ekologie

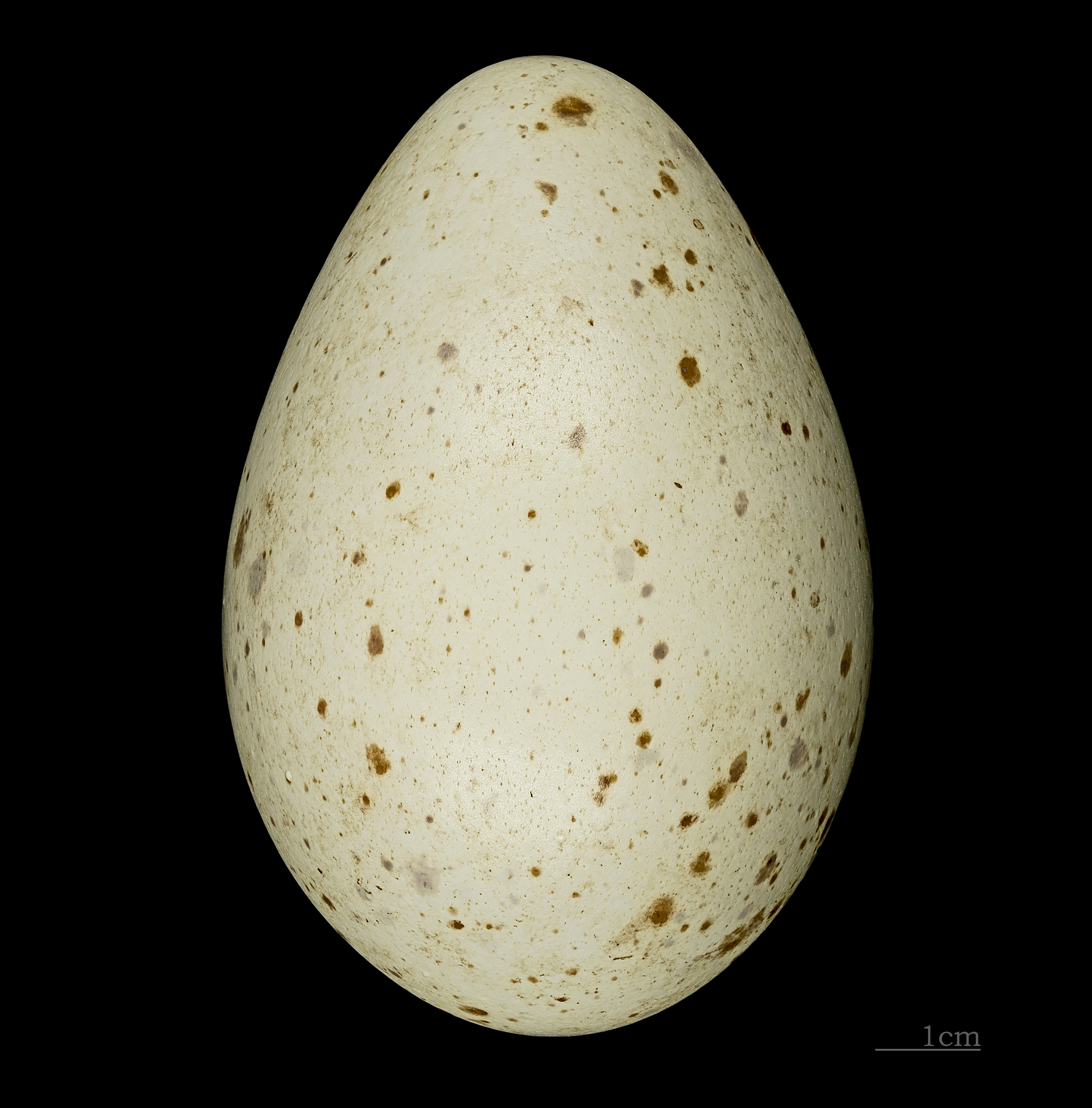
Vejce

Jeřáb Antigonin žije v trvalých párech nebo v menších, obvykle méně jak pětičlenných hejnech. Živí se hmyzem, vodními rostlinami i živočichy, semeny a malými obratlovci. Objemné hnízdo si staví na zemi a klade do něj obvykle 2 až 3 vejce, na kterých sedí pouze samice. Během období, kdy samice zahřívá vejce, samec střeží okolí. Mláďata jsou plně samostatná v 85. až 100. dni života a pohlavně dospívají ve 2. roce života.

## Poddruhy
- A. a. antigone – Indie
- A. a. sharpei – východní Asie
- A. a. gillae – severní Austrálie
- † A. a. luzonica – Filipíny[2]